# Tahuamanu (província)
Tahuamanu é uma província do Peru localizada na região de Madre de Dios. Sua capital é a cidade de Iñapari.

## Distritos da província
- Iberia
- Iñapari
- Tahuamanu